# Verbascum adrianopolitanum
Verbascum adrianopolitanum es una especie de la familia Scrophulariaceae. Fue descripta por  en 1902. Es una planta nativa de Bulgaria, Grecia y Turquía.  El área de distribución nativa de esta especie va del SE en Bulgaria hasta el NE en Grecia. Es bienal y crece principalmente en el bioma templado.